# Carposina rubophaga
Carposina rubophaga is een vlinder uit de familie van de Carposinidae. De wetenschappelijke naam van de soort is voor het eerst geldig gepubliceerd door Dugdale.